# Sempervivum davisii
Sempervivum davisii ist eine Pflanzenart aus der Gattung der Hauswurzen (Sempervivum) in der Familie der Dickblattgewächse (Crassulaceae).

## Beschreibung

### Vegetative Merkmale
Sempervivum davisii wächst als Rosettenpflanze mit einem Durchmesser von 3 bis 4 Zentimeter. Ihre wenigen Ausläufer sind 2 bis 3 Zentimeter lang. Die verkehrt lanzettlichen bis verkehrt eiförmigen, dicht und auffällig flaumhaarigen Laubblätter tragen ein abrupt aufgesetztes Spitzchen. Sie sind graugrün und besitzen häufig rötlich braune Spitzen. Ihre Blattspreite ist 15 bis 20 Millimeter lang und etwa 10 Millimeter breit.

### Generative Merkmale
Der Blütenstand sind zusammengesetzte Zymen. Die 13- bis 14-zähligen Blüten haben einen Durchmesser von etwa 2 Zentimeter. Ihre eiförmig-lanzettlichen, spitzen Kelchblätter sind 2 bis 2,5 Millimeter lang. Die lanzettlichen, weißlich gelben Kronblätter weisen eine Länge von 8 bis 10 Millimeter auf und sind etwa 2 Millimeter breit. Die Staubfäden sind weiß, die Staubbeutel gelb. Die dreieckig-runden Nektarschüppchen sind ausgebreitet.

## Systematik und Verbreitung
Sempervivum davisii ist in der Türkei und im Nordwesten von Iran auf Urgesteinfelsen an grasigen Hängen in Höhen von 700 bis 2300 Metern verbreitet.
Die Erstbeschreibung durch Clara Winsome Muirhead wurde 1969 veröffentlicht.
Es werden folgende Unterarten unterschieden:
- Sempervivum davisii subsp. davisii
- Sempervivum davisii subsp. furseorum (Muirhead) Karaer[2]

## Nachweise